# Dysimia numa
Dysimia numa är en insektsart som beskrevs av Ronald Gordon Fennah 1971. Dysimia numa ingår i släktet Dysimia och familjen Derbidae. Inga underarter finns listade i Catalogue of Life.